# Paratetrapedia lineata
Paratetrapedia lineata är en biart som först beskrevs av Maximilian Spinola 1851.  Paratetrapedia lineata ingår i släktet Paratetrapedia och familjen långtungebin. Inga underarter finns listade i Catalogue of Life.